# Jakub Moder
Jakub Piotr Moder, född 7 april 1999, är en polsk fotbollsspelare som spelar för Brighton & Hove Albion i Premier League.

## Klubbkarriär
Den 6 oktober 2020 lämnade Moder Lech Poznań för att flytta till Brighton & Hove Albion, som spelar i Premier League. Kontraktet varar fram till den 30 juni 2025.

## Landslagskarriär
Moder debuterade för det polska landslaget den 4 september 2020, i en UEFA Nations League-match mot Nederländerna.